# Manabu Horii
Manabu Horii (japonsky 堀井 学, Horii Manabu; * 19. února 1972 Muroran) je bývalý japonský rychlobruslař.
Na mezinárodní scéně se poprvé objevil v roce 1993, kdy startoval v závodech Světového poháru. Zúčastnil se také Mistrovství světa ve sprintu, kde se umístil na 11. místě. Na Zimních olympijských hrách 1994 získal v závodě na 500 m bronzovou medaili. Dalších úspěchů dosáhl v sezóně 1995/1996, kdy zvítězil v celkovém pořadí Světového poháru v závodech na 500 m a kdy vybojoval bronz na sprinterském světovém šampionátu. V dalším ročníku Světového poháru celkově triumfoval na tratích 1000 m, tento rok si také dobruslil pro zlatou medaili na Mistrovství světa na jednotlivých tratích na distanci 500 m. Startoval na zimní olympiádě 1998 (500 m – 13. místo, 1000 m – 17. místo), v dalších letech byla jeho nejlepším výsledkem čtvrtá příčka ze závodu na 500 m na světovém šampionátu na jednotlivých tratích 2001. Ve své poslední závodní sezóně se zúčastnil ZOH 2002, kde skončil nejlépe čtrnáctý (500 m); kromě toho se umístil na 22. místě na dvojnásobné distanci.